# Louis Le Vau
Louis Le Vau (París, 1612 - París, 11 de octubre de 1670) fue un destacado arquitecto francés, uno de los más importantes del estilo barroco.
Contemporáneo de dos arquitectos de la familia Mansart y de Jacques Lemercier, Louis Le Vau fue uno de los creadores del clasicismo francés (el llamado estilo Luis XIV) y que él supo combinar de manera impresionante con el barroco. Creó un estilo que destacó por la simplicidad de las construcciones y la elegancia de las decoraciones. Su obra más importante fue el palacio de Vaux-le-Vicomte

## Primeros años de vida
Su padre dejó su actividad de tallador de piedra en 1634 para consagrarse a la albañilería, consiguiendo ser nombrado, en 1635, maestro de albañiles. Su hijo, Louis, colaboró con su padre haciéndole los diseños y los presupuestos, lo que le permitió empezar la carrera de arquitectura integrándose en las obras de la isla de San Luis, en la que se estaba trabajando para convertirla en una región habitada. Construyó varias casas sencillas: tres para Nicolas Pontheron, dos para Guillaume Véniat y Denis Postel, tres para Pierre Chomel, y siete para Antoine Le Marier, también construyó ricas mansiones para Sainctot, Hesselin, Gruyn des Bordes, Jean-Baptiste Lambert o para Gillier  ("Hotel Gillier"), en el barrio de Anjou en 1637-1639, y otras casas de campo.
Se hizo célebre cuando, en 1654, fue nombrado el principal arquitecto de Luis XIV (primer arquitecto del rey). En 1657, Nicolas Fouquet le encargó la construcción de Vaux-le-Vicomte, en la que ya apuntaba la grandiosidad antes que el respeto estricto a los cánones de la arquitectura clásica. Desde 1660 él trabajó para el Rey: terminó el Palacio de Vicennes construyendo los pabellones del Rey y de la Reina, el hospital de Salpêtrière, trabajó en la fachada de las Tullerías, reconstruyó la "Galería de Apolo" en el Louvre y llevó a cabo algunas otras reformas. Poco antes de morir realizó diferentes reformas en el Palacio de Versalles y diseñó el Colegio de las Cuatro Naciones.

## Principales obras

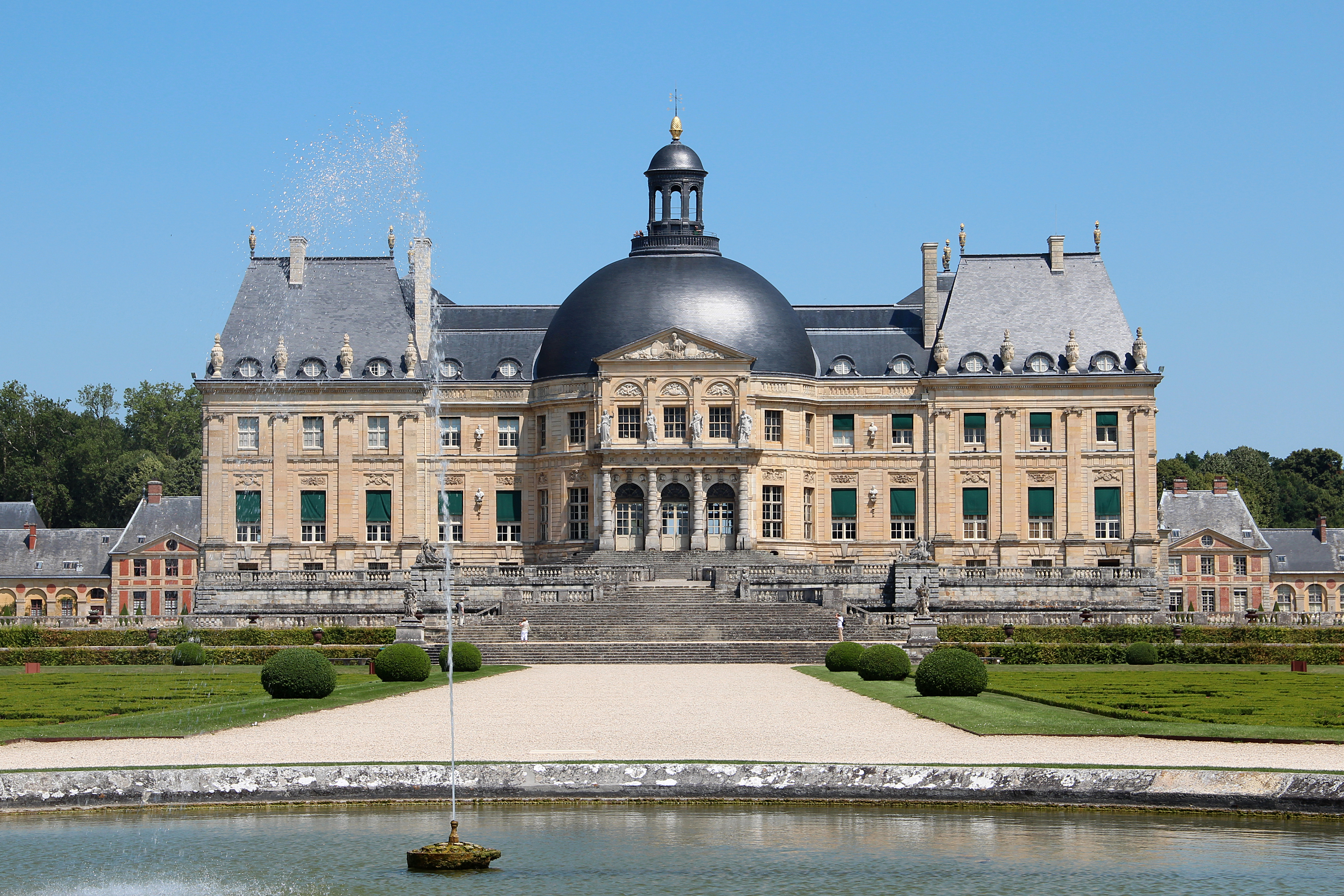
Fachada del palacio de Vaux-le-Vicomte

- Palacio Lambert (1642), con la galerie d’Hercule y le cabinet de l’Amour.
- Palacio Le Vau y el Palacio Lauzun, barrio de Anjou, en París (en la Isla de San Luis).
- Palacio de Vaux-le-Vicomte (1658-1661). El arquitecto inglés Reginald Blomfield dijo que, «ese castillo podía ser un poco excesivo, con los jardines diseñados torpemente», lo cual no resultaba inverosímil teniendo en cuenta que Le Vau ponía el acento en la grandiosidad antes que en el estilo clásico. Una de las características del castillo es el enorme salón con vistas a los jardines. Trabajando en el castillo de Vaux-le-Vicomte, colaboró con Charles Le Brun, pintor y decorado, y André Le Nôtre, que diseñó los jardines. Destaca la chambre des Muses.
- Reforma del Palacio de Vincennes, encargo del cardenal Mazarino (construcción del ala del Rey (1561) y del ala de la Reina-madre (1658), del cual sólo quedan, en la actualidad, las ocho torres y el torreón.
- Una parte del Palacio de Versalles (1661 hasta su fallecimiento en 1670): diseñó las ampliaciones del palacio. El Palacio de Versalles es un estandarte por su magnífico esplendor (Louis Le Vau "Catholic Encyclopedia"). Dio amplitud a la corte del palacio y la alargó. Unió las alas a los lados de la corte.
- Instituto de Francia (1662-1688) (Colegio de las Cuatro Naciones). Esta construcción es destacable porque es un verdadero híbrido de los estilos barroco y clásico. Este palacio tiene una historia interesante debida a los espléndidos diseños y la imaginación de Louis Le Vau al crear el inmueble. La construcción empezó tras la muerte de Mazarino que dejó suficiente dinero para la construcción del Colegio de las Cuatro Naciones. En él se demuestra la influencia que ejerció Bernini en Louis Le Vau tras su visita a París en 1665 (Ballon).
- Una parte de la iglesia de San Sulpicio, en París.
- Embellecimiento del palacio de las Tullerías, en 1664. El pabellón central había sido decorado siguiendo los estilos jónico y corintio. Le Vau añadió un ático, coronado por una cúpula cuadrangular.
- Ampliación y reformas del palacio del Louvre: se le deben la mitad de las fachadas del patio cuadrado, es decir, la extensión del ala meridional de Pierre Lescot  (lado del Sena), toda la fachada oriental con la excepción de la columnata exterior diseñada por el arquitecto Claude Perrault y el regreso de la fachada norte hasta la mitad del pabellón central. También el appartement du Conseil .
- Restauración entre 1653 y 1657 de las fachadas del  château de Saint-Fargeau  para la prima hermana de Luis XIV, Anne Marie Louise d'Orléans de Montpensier,  hija de Gaston d'Orléans (hermano de Louis XIII), apodada la Grande Mademoiselle.
- Château de Villacerf (Aube), entre 1654 y 1662, para Louis Hesselin, intendente des plaisirs del rey.
- Château du Raincy, entre 1643 y 1650, para Jacques Bordier, Intendente de finanzas del rey Luis XIII.

### Otras obras de Le Vau
- Hôtel Bautru (1634), para Guillaume Bautru, remodelado en  1664 para  Jean-Baptiste Colbert.
- Hôtel de Gillier (1637-1640).
- Hôtel Sainctot  (1639-1642), para Louis Hesselin.
- Hôtel Hesselin (1639-1642), para Louis Hesselin.
- Hôtel Tambonneau au Pré-aux-Clercs (1642-).
- Hôtel d’Aumont rue de Jouy (1644-1648), ampliado por François Mansart.
- Hôtel de Comans d'Astry (1645-1647).
- Hôtel de Vigny, ampliación (1645-1648).
- Hôtel  Lefebure de la Malmaison.
- Hôtel Claude Aubert-Perrot.
- maisons Gruyn, Potart et Huguet.
- Hôtel Viole.
- Hôtel Petit au Marais.
- Hôtel de Villequier, place Royale.
- La maison Luillier, última residencia burguesa.
- hôtel de Vendôme, un palais para les Importants.
- Proyecto de capilla para el superintendente de Noyers.
- Trabajos en Conflans para la marquesa de Senecey.
- Apartamento del mariscal de Gramont en el hôtel de Clèves.
- La nouvelle maison de l’architecte, rue du Roi-de-Sicile.
- Apartamento y salon de Ana de Austria en el château de Fontainebleau (1645-1646).